# 中华旌蛉
中华旌蛉（学名：Nemopistha sinica）一种发现于中华人民共和国云南省西部泸水市的脉翅目昆虫，隶属于旌蛉科旌蛉属。本种是目前中国境内发现的唯一一种旌蛉科昆虫。

## 形态特征
正模标本雄虫全长21毫米，前翅长26毫米，后翅长60毫米。触角线状，鞭节狭长。前胸背板宽大于长，呈鞍状。前翅透明，后翅细长，翅端扩展成叶状。腹部细长。